# Jacek Chrzanowski
Jacek Chrzanowski (ur. 3 stycznia 1970 w Szczecinie) – polski gitarzysta basowy i kompozytor, młodszy brat Marka Chrzanowskiego, znany głównie z gry w zespole Hey którego członkiem jest od 1992 roku nieprzerwanie do dziś.
Debiutował w 1985 roku w zespole Dr Jones, grał w nim do roku 1986. Kolejnym jego zespołem byli Kolaboranci, gdzie występował w latach 1987–1993. Ponadto od 2000 roku gra w Dezerterze, uczestniczył w projekcie Albert Rosenfield oraz w nagraniu albumu Hołdys.com Zbigniewa Hołdysa.
Od początku trasy koncertowej "Małomiasteczkowy tour" do teraz jest basistą we zespole Dawida Podsiadły. 